# Русаковське сільське поселення
Русако́вське сільське поселення (рос. Русаковское сельское поселение) — муніципальне утворення у складі Аромашевського району Тюменської області, Росія.
Адміністративний центр — село Русаково.

## Населення
Населення — 303 особи (2020; 318 у 2018, 454 у 2010, 649 у 2002).

## Склад
До складу поселення входять такі населені пункти:
| Населений пункт           | Населення, осіб (2002) | Населення, осіб (2010) |
| ------------------------- | ---------------------- | ---------------------- |
| Батурина, присілок        | 24                     | 14                     |
| Нововиігришнева, присілок | 42                     | 8                      |
| Преображенка, присілок    | 120                    | 61                     |
| Русаково, село            | 463                    | 371                    |